# Godsvredebeweging
De Godsvredebeweging (Pax Dei of Pax et treuga Dei) was een campagne van de kerk die in 989 uitging van de Abdij van Cluny tegen geweld van vooral de lokale feodale heren tot tota multitudo universae plebis in het westelijk deel van het Karolingische Rijk.
Vanaf de 11e eeuw nam de rust in Europa weer toe. Nu de kerstening in het noordwesten van Europa voltooid was en de Noormannen niet meer op plundertocht gingen, kon de kerk zich richten op de zonden in de maatschappij. Een groot geweldsprobleem vormden feodale heren die zich gedroegen als krijgsheren en onder andere eigendommen van de kerk aanvielen. Daarom drong de kerk er bij de edelen op aan om een eed af te leggen, waarin men zwoer zich te zullen onthouden van geweld tegen geestelijken en later ook tegen vrouwen, kinderen, pelgrims, kooplieden, reizigers en boeren. Ook zag de kerk zich meer als bemiddelaar tussen oorlogvoerende landen. De campagne beïnvloedde onder meer de handel: handelaren werden niet meer beroofd door de lokale heren. Deze campagne wordt historisch wel beschouwd als een van de fundamenten van het humanisme.
In de literatuur wordt een verband gelegd tussen de opkomst van de Godsvredebeweging en het ontstaan van de pelgrimages naar Santiago. Tijdens massale volksbijeenkomsten beloofde men elkaar om onenigheid niet langer uit te vechten, maar voor te leggen aan een vredesgericht. ‘Van degenen die zich daar niet aan hielden werd boetedoening verwacht. Die kon bestaan in giften en nalatenschappen, maar ook in een pelgrimage.’  Een pelgrimage was, zo bezien, toen al niet een op zichzelf staand fenomeen voor wie het alleen ging om zijn of haar zielenheil, de persoonlijke innerlijke weg of het avontuur; het fenomeen had ook een wisselwerking met een specifieke context. Zo kan zij worden geïnterpreteerd als de oudste kerkelijke vredesbeweging van Europa.
Kritiek op de beweging kwam van Adalbero van Laon, die haar zag als een poging van de abten van Cluny om de wereldlijke taken van de koning over te nemen. Deze bisschop gold als een trouwe aanhanger van het Karolingische koningshuis.

## Onder ede
De landheren of ridders hadden weinig keuze. Als ze aan de macht wilden blijven, hadden zij nu eenmaal steun nodig van de kerk. Weigeren kon bijna niet, want dan liep de heer het risico om als afvallig beschouwd te worden. En dat hield in dat zijn volk hem niet meer hoefde te erkennen als hun heer. Mocht hij de eed opeens verbreken, werd de heer zogenoemd te midden van de demonen geworpen.
Wanneer de heer zo'n overeenkomst sloot moest hij zich aan het volgende houden:
- Het was verboden om een geestelijke of monnik aan te vallen.
- Het was verboden om een ongewapend persoon te overvallen.
- Het was verboden om zomaar vee af te nemen.
- Het was verboden om kooplieden of boeren gevangen te nemen.
- Het was verboden om bezit als huizen en geld af te pakken, ook onder voorwendsel van oorlog.